# Чијапас
Чијапас (шп. Estado de Chiapas), држава је Мексика. Има површину од 73.311 km² и 5.217.908 (податак из 2015). Од 4.255.790 становника, колико их је Чијапас имао 2005. око милион су били индијанског порекла, од којих четвртина не говори шпански језик. 

## Географија
Налази се на југоистоку земље уз обалу Тихог океана. На истоку се граничи са Гватемалом, на западу са Оахаком, на северу са Табаском, и на северозападу са Веракрузом. 
Главни град Чијапаса је Тукстла Гутијерез. Други значајни градови су туристичко средиште Сан Кристобал де лас Касас и привредно средиште Тапачула. Чијапас је познат по археолошким налазиштима културе Маја, као што су: Паленке, Бонампак и Јасчилан. 

## Историја
У колонијално доба Чијапас је припадао Гватемали. Гватемалу је припојио Мексико 1822, да би се она 1823. поново осамосталила. Народ Чијапаса је на референдуму изабрао да остане у Мексику. Држава Чијапас је основана 1824.
Чијапас је једна од најсиромашнијих мексичких држава. У држави је активан левичарски антиглобалистички покрет за права домородачког становништва - запатисти (EZLN). Они су 1994. подигли оружану побуну. 

## Становништво
| 1990.     | 1995.     | 2000.     | 2005.     | 2010.     |
| --------- | --------- | --------- | --------- | --------- |
| 3.210.496 | 3.584.786 | 3.920.892 | 4.293.459 | 4.796.580 |